# Anna Ratto
Anna Luisa Soares Rodrigues da Cunha Ratto (Rio de Janeiro, 25 de novembro de 1978), mais conhecida como Anna Ratto, é uma cantora e compositora brasileira. 

## Biografia
Anna Ratto nasceu e foi criada no Rio de Janeiro. Aos treze anos, começou a tomar aulas de violão e, pouco depois, de canto. Desde então, Anna estudou também percepção musical, piano, percussão, entre outros temas relacionados à música.
Formou-se em Psicologia e, pouco depois, recebeu convite do diretor artístico da gravadora Deckdisc para gravar o projeto Novelas Acústico, lançado em 2003, ano em que também começou a compor. Em 2005 gravou seu primeiro disco de carreira, Do Zero, que inclui composições suas, de parcerias e também de Seu Jorge, Pedro Luís, Rodrigo Maranhão e uma regravação de Rodrigo Amarante.
Após se apresentar no Canecão, foi convidada para participar da homenagem a Raul Seixas no programa Som Brasil. 
Em 2009, Anna lançou o álbum Girando, distribuído pela Universal Music Group. Desde então, fez shows em importantes casas do Rio, como Mistura Fina, Estrela da Lapa, Cinemathèque e o próprio Centro Cultural, dentre outras. Participou de projetos do SESC e partiu em turnê pelo Brasil, chegando a Recife como numa das artistas contempladas pelo Edital que selecionou novos e consagrados talentos para a Feira Música Brasil, que lotou o Marco Zero. 
Em 2012 por questões judiciais Anna mudou seu nome artístico, antes Anna Luisa passou a ser Anna Ratto, por haver outra artista de nome semelhante, que o registrara anteriormente. 
Logo após a troca do nome artístico Anna lançou o disco homônimo Anna Ratto levando o novo sobrenome, pela gravadora Bolacha Discos.
Em 2015 Anna lançou seu primeiro registro ao vivo intitulado Anna Ratto - Ao Vivo, a cantora Roberta Sá além de participar na faixa "Nem Sequer Dormi", assina a direção artística do show, que conta com produção musical de Rodrigo Vidal.

## Discografia
Álbuns de estúdio
- Do Zero (2006)
- Girando (2008)
- Anna Ratto (2012)
- Tantas (2018)
- Contato Imediato (2021)

Álbuns ao vivo
- Anna Ratto - Ao Vivo (2015)

Mixtapes
- Novelas Acústico (2003)